# Brabantse Omwenteling
De Brabantse Omwenteling of Brabantse Revolutie, ook wel Eerste Belgische Revolutie, was een opstand van de Zuidelijke Nederlanden in 1789 en 1790 tegen het Oostenrijkse gezag van keizer Jozef II. Hij begon in het gewest Brabant met de Slag bij Turnhout, maar breidde zich al heel snel uit over Vlaanderen, en nadien ook in mindere mate in Henegouwen, Namen en het oude Limburg. De naam doet dus niet volledig recht aan de omvang van de revolutie, waarin zich voor het eerst een Zuid-Nederlandse (“Belgische”) nationale identiteit uitte, naast de gewestelijke identiteiten.
De opstand leidde tot het kortstondig bestaan van een republiek, de Verenigde Nederlandse Staten, onder leiding van Hendrik van der Noot.

## Keizerlijke "staatsgreep"
De Vrede van Utrecht, die in 1713 het Oostenrijkse gezag over de zuidelijke Nederlandse provincies vestigde, bepaalde dat de vorst alle charters zou respecteren. In weerwil daarvan wilde Jozef II, na de dood van zijn moeder, de Oostenrijkse Nederlanden snel uniformeren en centraliseren. Op 1 januari 1787 vaardigde hij een aantal edicten uit die het bestuurlijk en gerechtelijk apparaat volledig hervormden en de staatsmacht versterkten. De Collaterale Raden werden door de Algemene Regeringsraad vervangen, de zelfstandige Nederlandse provinciën door 9 kreitsen en 35 districten en de verschillende rechtbanken door een eenvormig juridisch stelsel (met een Nederlandstalig beroepshof in Brussel en een Frans- en Duitstalig in Luxemburg). De Staten van Henegouwen en Brabant reageerden het felst door goedkeuring van belastingen te weigeren. De Kleine Brabantse omwenteling brak uit. De landvoogden zwichtten en schortten in mei 1787 de invoering van de edicten op, maar de keizer wilde volharden in zijn plannen. Brabant en Henegouwen volhardden eveneens in hun verzet tegen de belastingen, ten gevolge daarvan verklaarde de keizer op 7 januari 1789 niet meer gebonden te zijn door hun charters (voor Henegouwen een gewoonterecht, voor Brabant een geschreven charter, de Blijde Inkomst).

## Opstand en ineenstorting van het regeringsleger
Nu vonden de behoudsgezinde reacties op de hervormingen van de keizer, die vooral leefden bij de geestelijkheid en het volk, en democratische opvattingen, die vooral ingang vonden bij de nieuwe burgerij, elkaar. Het herstel van de oude grondwet van Brabant bood de partijen een gemeenschappelijk doel. In mei 1789 werd het geheime genootschap Pro aris et focis (voor outer en heerd) opgericht. Hendrik van der Noot verzamelde een legertje in Breda in Staats-Brabant. Onder leiding van generaal Jan Andries vander Mersch trok dat Keizers-Brabant binnen. In de eerste veroverde (of bevrijde) gemeente, Hoogstraten, publiceerde Van der Noot op 24 oktober 1789 zijn Manifest van het Brabantse Volk. De opstandelingen namen op 27 oktober Turnhout in, waar de inwoners zelf een tegenaanval van het keizerlijke leger afsloegen in de Slag bij Turnhout (1789). Daarop volgde de belegering van andere strategische steden, maar uiteindelijk trok Vander Mersch zich weer terug over de grens.
Het nieuwe aanvalsplan van de patriotten richtte zich op het graafschap Vlaanderen. Van 13 tot 16 november namen opstandige troepen bij verrassing Gent in tijdens de Vier Dagen van Gent. Enkele dagen later volgden Tienen en Diest. Op 17 november verlieten de landvoogden Brussel, het begin van de uittocht van Oostenrijkse ambtenaren. De veelal in het land zelf gerekruteerde soldaten deserteerden massaal uit het regeringsleger. Bergen kwam op 21 november in opstand, zodat Brussel dreigde omsingeld te raken. De keizer deed nog een verzoeningspoging door de Henegouwse en Brabantse charters te herstellen. Op 10 december kwamen de bevolking van Brussel en de boeren van de omliggende gemeenten in opstand. De restanten van het leger trokken zich terug op de citadels van Luxemburg en Antwerpen. 
Op 18 december 1789 te Brussel kreeg Van der Noot een triomfankelijke ontvangst in Brussel. De Belgische overwinning werd gevierd met een speciaal Te Deum in de Sint-Goedelekerk en 's avonds met een opvoering van het toneelstuk Mort de César van Voltaire in de Muntschouwburg.
Het garnizoen van Antwerpen gaf zich over op 29 maart van het volgende jaar.

## Verenigde Nederlandse Staten

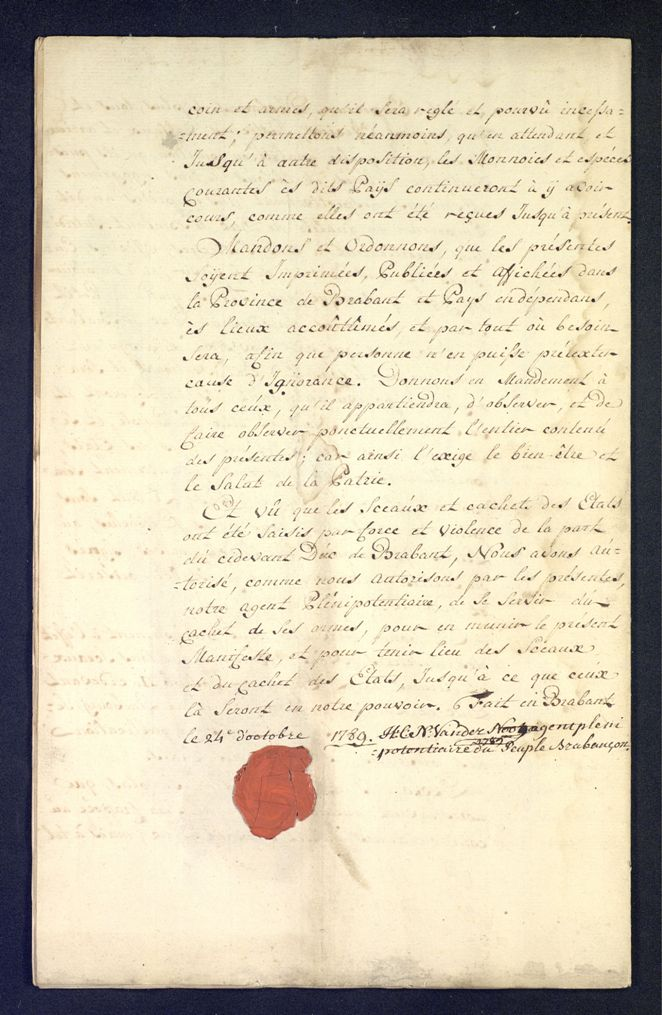
Manifest van het Brabantse Volk

Brabantse driekleur

Op 18 december deed het Comité van Breda zijn intrede in het met de Brabantse driekleur bevlagde Brussel. Alle Staten, met uitzondering van die van Luxemburg, verklaarden zich onafhankelijk en verenigden zich op 11 januari 1790 in de Verenigde Nederlandse Staten, de staten van Limburg en Overmaas pas op 8 maart. Elke provincie behield zijn soevereiniteit maar droeg de gemeenschappelijke belangen over aan het Congres, dat in feite de voortzetting van de Staten-Generaal is.

## Meningsverschillen
De opstandelingen bleken het al spoedig diep met elkaar oneens. De regering was in handen van Van der Noot en de behoudsgezinde statisten beheersten de Staten van Brabant, waarin de Brabantse steden (Brussel, Antwerpen, Leuven) een doorslaggevende rol spelen. Hun tegenstanders, de vonckisten, vonden meer aanhang in Henegouwen en vooral in Vlaanderen. Deze laatsten wilden een democratische, centrale staat en laadden de verdenking op zich een constitutionele monarchie naar Frans model te prefereren, mogelijk opnieuw onder de Oostenrijkse vorst. Van der Noot daarentegen trachtte de staten te consolideren en zocht buitenlandse steun bij Pruisen, dat sinds november 1789 troepen in het prinsbisdom Luik had en daarmee min of meer de Luikse Revolutie steunde. De statisten kwamen aan de macht tijdens het Statistische Schrikbewind. Van der Noot rekende ook op de Verenigde Provinciën, maar die waren niet meer de mogendheid die zij aan het begin van de eeuw nog waren. Nadat veel belastingen onder druk van het volk waren afgeschaft, bleek het ook niet gemakkelijk geld te vinden voor een behoorlijk leger. Bovendien hadden de statisten ook op het keizersgezinde platteland te kampen met tegenstand. Op 31 mei 1790 brak de Zuid-Vlaamse boerenopstand uit in de streek van Aalst en Oudenaarde. Getooid met de zwarte kokarde van de royalisten, vielen ze de agrarische macht van de heren en de grote abdijen aan, die door de statisten net was hersteld.

## Mislukking
Jozef II stierf op 20 februari 1790 en werd opgevolgd door de tactvolle keizer Leopold II. Toen Pruisen de opstandelingen in de steek liet na het sluiten van de Conventie van Reichenbach (27 juli 1790) met Oostenrijk, mislukte de opstand en Oostenrijk kon zijn gezag met zachte middelen (herstel van de grondwetten, algemene amnestie) en lichte militaire druk (onder andere de Slag bij Falmagne) herstellen. Dit was de Eerste Oostenrijkse Restauratie.
Sommige historici (bijvoorbeeld Henri Pirenne) zagen in de mislukte opstand een uiting van een Belgisch nationaal gevoel en een voorbode van de Belgische Revolutie van 1830.

## Galerij

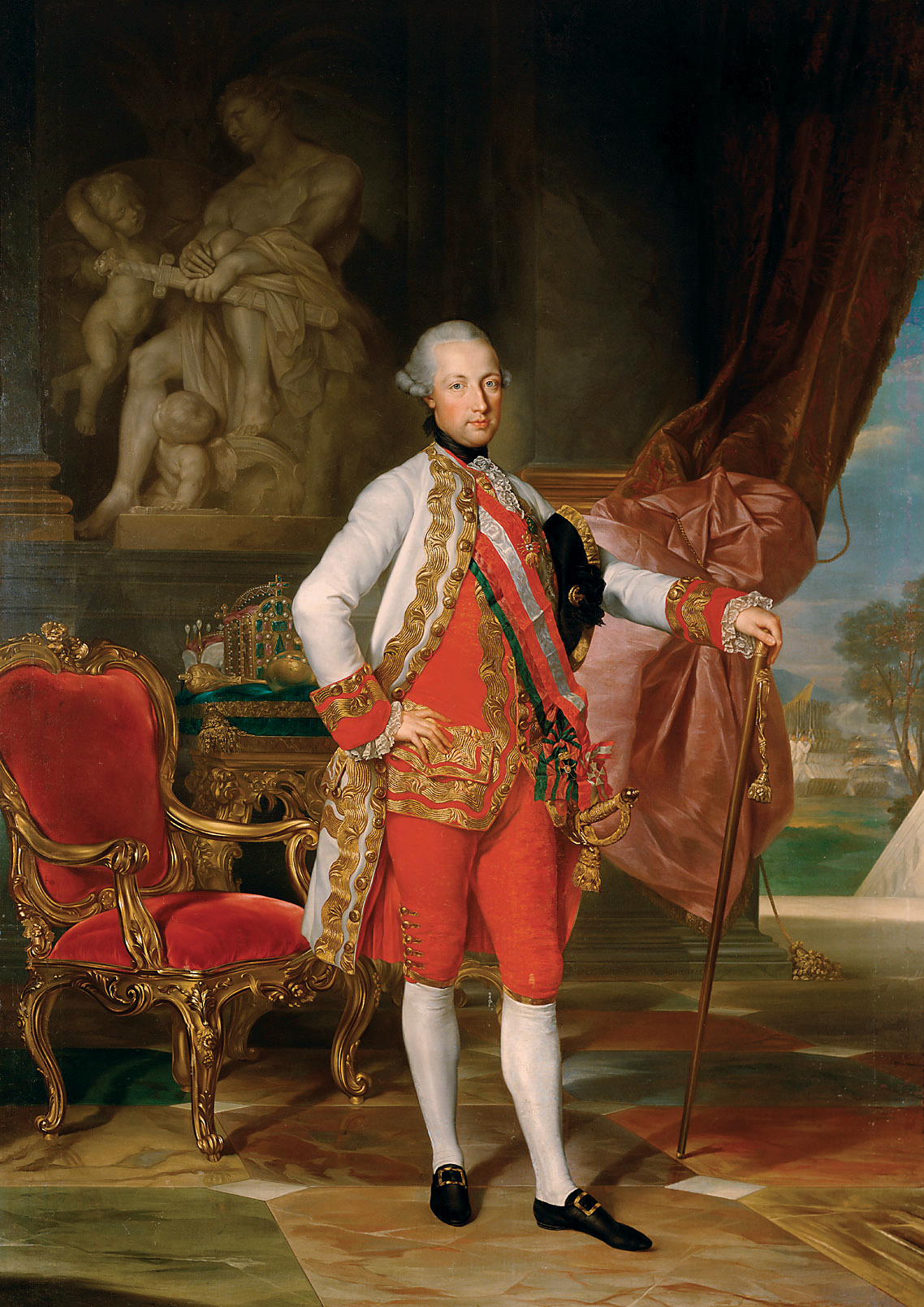
Keizer Jozef II
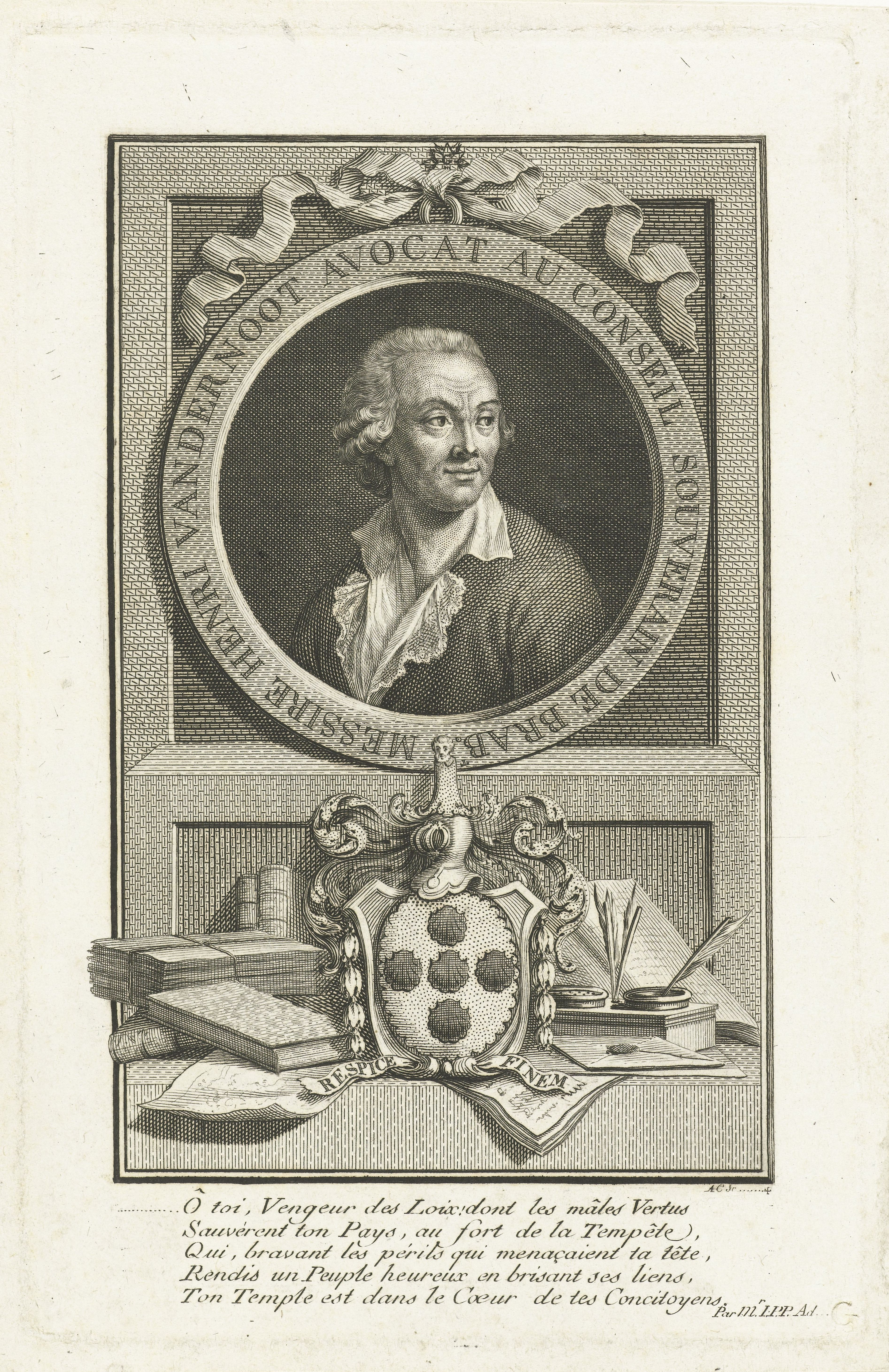
Hendrik van der Noot
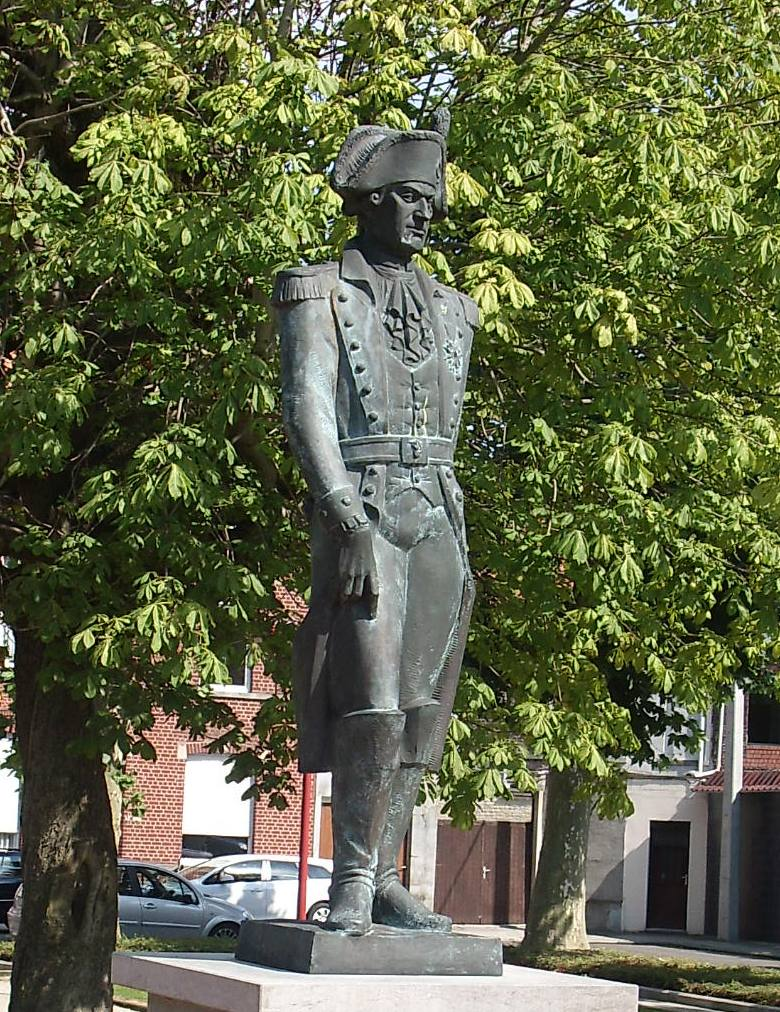
Jan Andries Vander Mersch
Jan Frans Vonck
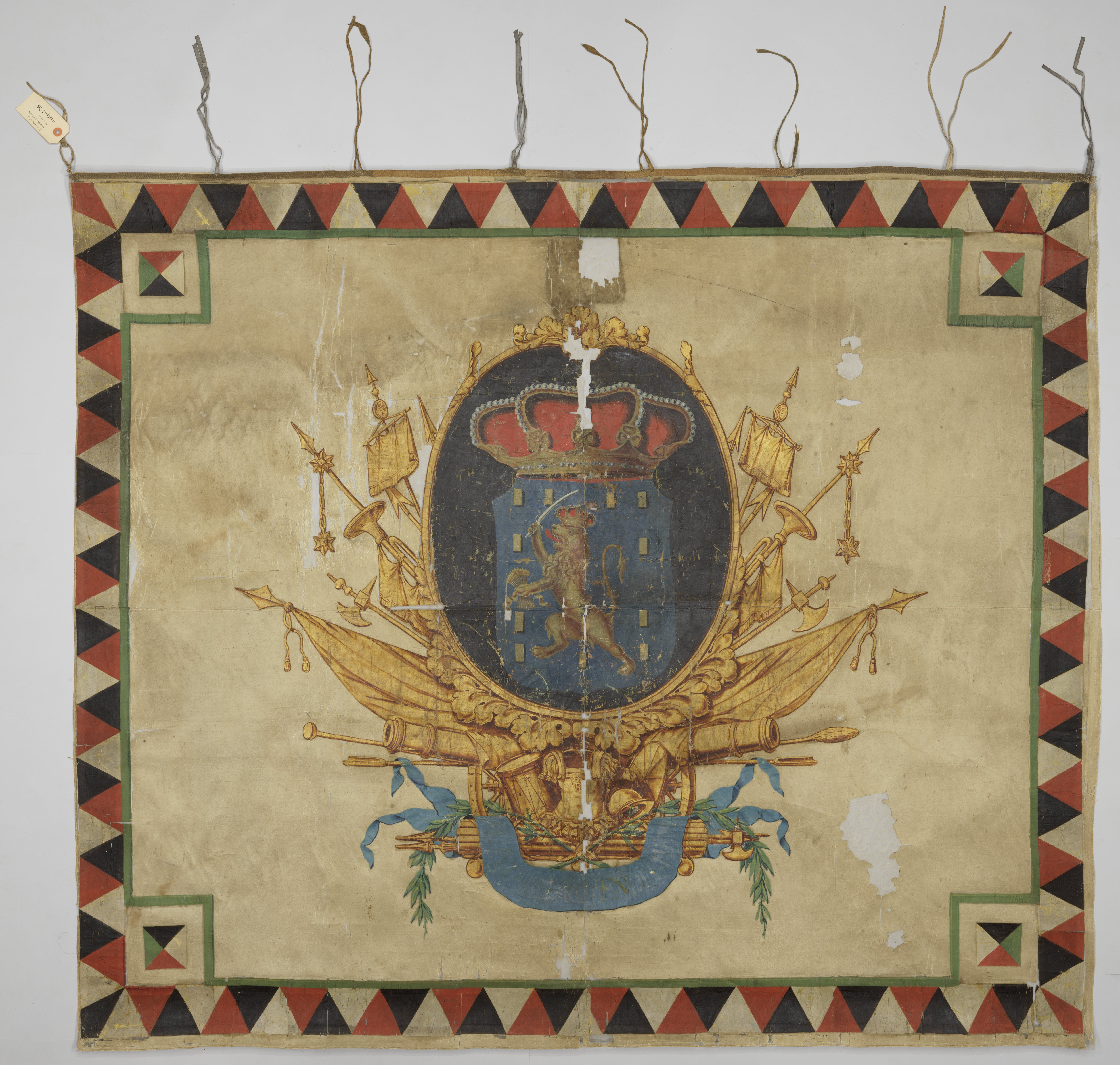
Vaandel van vrijwilligers uit Lovendegem
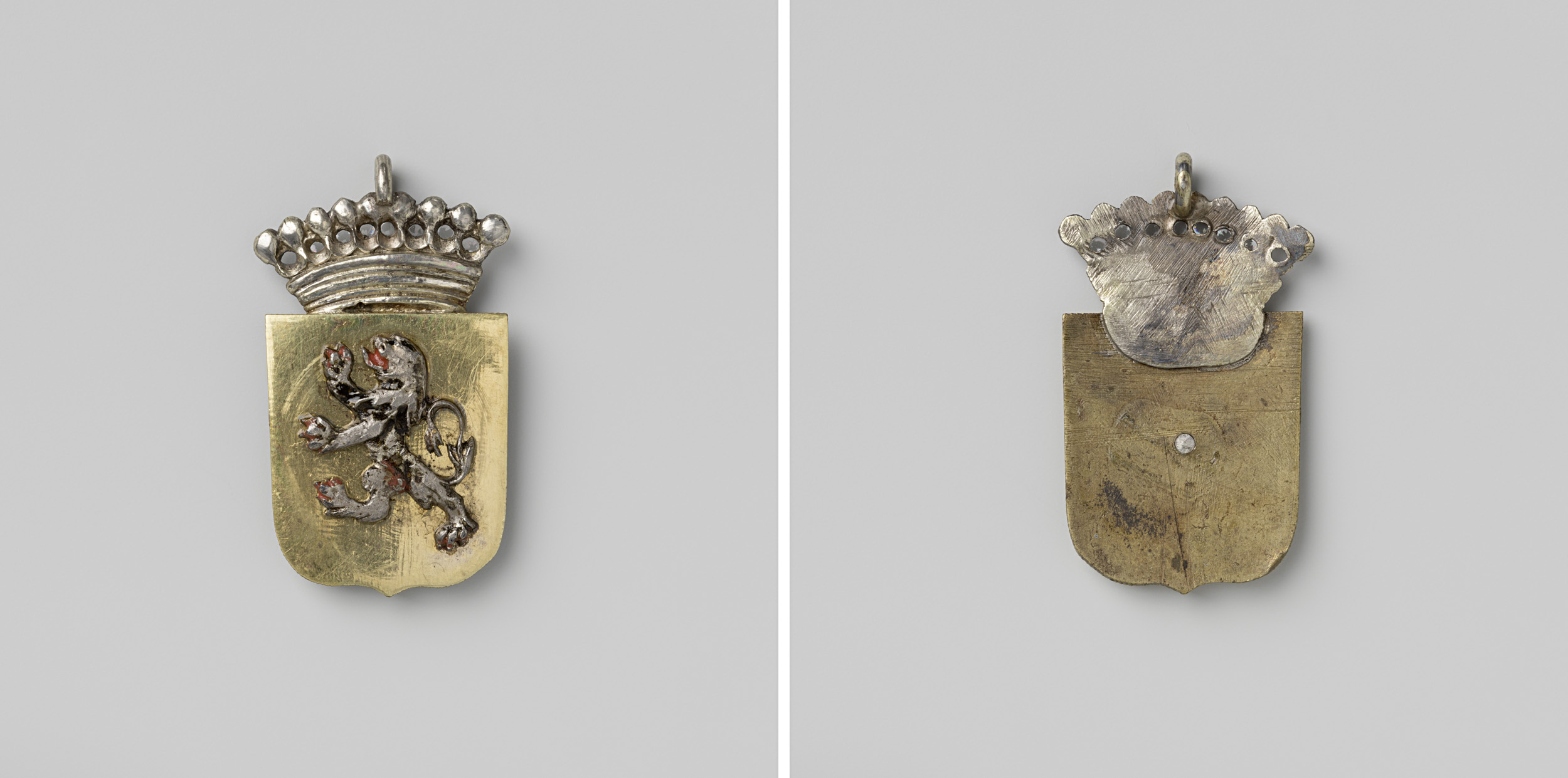
Draagteken van de Brabantse Omwenteling
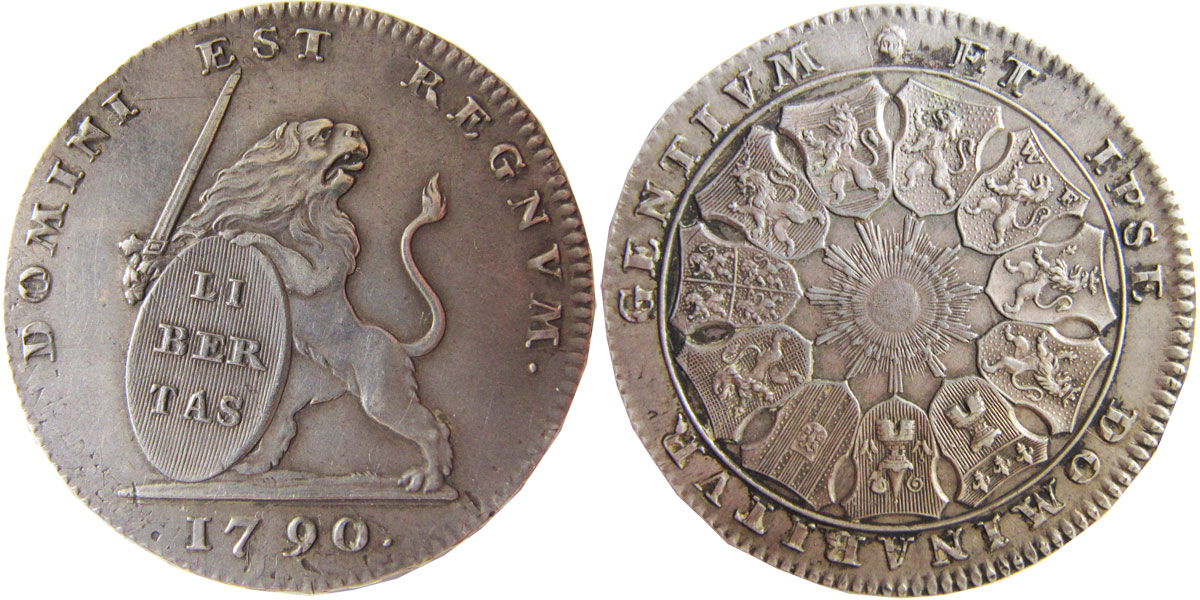
Belgische munt domini est regnum van 1790 - De Leo Belgicus (de Nederlandse leeuw) houdt libertas vast

## Voetnoten
1. ↑  Jane Judge, The United States of Belgium. The Story of the First Belgian Revolution, 2018
2. ↑  Aart Aarsbergen et al. Kroniek van de Mensheid (1985). p. 612